# Acaxochitlán
Acaxochitlán (del náhuatl: Acaxochitl ‘lugar en que abunda el Acaxochitl’) es una localidad mexicana, cabecera del municipio de Acaxochitlán en el estado de Hidalgo.

## Toponimia
Proviene del Náhuatl, Acatl ‘caña’, xóchitl ‘flor’ y tlan ‘lugar’, por lo que se traduce como 'Lugar donde abunda la flor de caña'.

## Historia

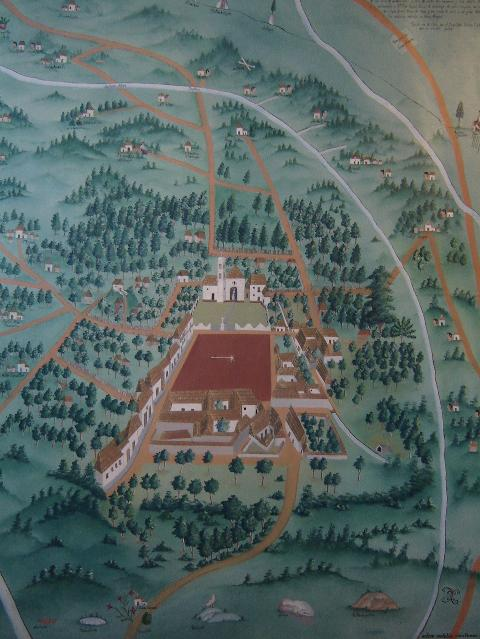
El Lienzo de Acaxochitlán “A” o también denominado “Mapa del Fundo del pueblo de Acaxochitlán”, es una especie de croquis catastral, copia de un plano de 1639 hecha sobre tela industrial de algodón probablemente en el primer cuarto del.

Se sabe fue parte del estado de Tula, a mediados del 800 d. C. y continuó así hasta aproximadamente el 1200 d. C. para el 1300 d. C. fue sometido por el reino de Jaltocan. Los toltecas de Huémac, se estableció también en Acaxochitlán en un sitio que nombraron Toltecatlaxco que significa lugar del juego de pelota de los toltecas. En 1400 llegan los Teochichimecas a la región de
Tulancingo incluido Acaxochitlán, e introducen el uso de la lengua Náhuatl. Entre 1440 – 1448 Acaxochitlán sería sometida a Tenochtitlán, pero solo por corto tiempo pues luego el reino de Texcoco tomaría el control del lugar, y es en esos momentos llegan los españoles, con los que se aliaría para derrotar a Tenochtitlán.
La fundación del poblado se le atribuye a los españoles. Con la llegada de los españoles se nombró a Jacobo Castelán primer cacique del pueblo. En 1544 se empieza a construir la primera capilla, la cual pertenecía a la cabecera eclesiástica de Huachinango y esta a su vez a la diócesis de Tlaxcala. En 1568 se funda la parroquia, tomando como patrona a Santa María de la Asunción.
Para 1575 Acaxochitlán pasa a ser parte de la jurisdicción de Tulancingo, y en 1606 por primera vez la encomienda se le otorga a un descendiente del rey Moctezuma, Juan Andrada Moctezuma; 33 años después se le otorga legalmente su territorio. Poco tiempo después se construyó otra capilla pequeña con el nombre de "El Señor Colateral", que quedó edificada en el centro del pueblo frente a la plaza principal, y posteriormente se sustituyó por la actual.
Para 1909 se construyó la capilla de Nuestra Señora de Guadalupe, de estilo neogótico. El kiosco y la fuente fueron hechos en 1910, año en que se inició la revolución mexicana. Pasarían años hasta que en 1928 se comprara la maquinaria para el reloj y no sería colocado hasta 1932. Unos años después, la presidencia de Acaxochitlan pediría al General Lázaro Cárdenas que la carretera México–Tuxpan pasara por el municipio. Se construyó la primera gasolinera en 1940.
La luz eléctrica fue introducida por Alfredo Martínez Castelán en 1946, quien con su dinero compró un terreno para construir una caseta de línea eléctrica y empezar a tender una red eléctrica. Posteriormente se construirían un centro de salud, una telesecundaria y el auditorio. El actual kiosco de la ciudad se hizo en 1982. Y se harían posteriores remodelaciones a la plaza principal.

## Geografía

### Localización
Acaxochitlán se encuentra a solo 69 km de distancia de la capital del estado Pachuca de Soto. Le corresponden las coordenadas geográficas 20°9′30″ de latitud norte y 98°12′8″ de longitud oeste. Acaxochitlán se localiza en la sierra de Tenango, con una altitud de 2254 metros sobre el nivel del mar.

### Relieve e hidrográfica
En cuanto a fisiografía se encuentra en la provincia del Eje Neovolcánico, dentro de la subprovincia de Lagos y Volcanes de Anáhuac; su terreno es de sierra. En lo que respecta a la hidrología se encuentra posicionado en la región del Norte de Veracruz (Tuxpan-Nautla), dentro de la cuenca del río Cazones, y en las subcuenca del río San Marcos.

### Clima
Su temperatura media anual se encuentra en los 15 °C y su precipitación pluvial es de 1000 a 2000 mm.
| Parámetros climáticos promedio de Acaxochitlán | Parámetros climáticos promedio de Acaxochitlán | Parámetros climáticos promedio de Acaxochitlán | Parámetros climáticos promedio de Acaxochitlán | Parámetros climáticos promedio de Acaxochitlán | Parámetros climáticos promedio de Acaxochitlán | Parámetros climáticos promedio de Acaxochitlán | Parámetros climáticos promedio de Acaxochitlán | Parámetros climáticos promedio de Acaxochitlán | Parámetros climáticos promedio de Acaxochitlán | Parámetros climáticos promedio de Acaxochitlán | Parámetros climáticos promedio de Acaxochitlán | Parámetros climáticos promedio de Acaxochitlán | Parámetros climáticos promedio de Acaxochitlán |
| Mes                                            | Ene.                                           | Feb.                                           | Mar.                                           | Abr.                                           | May.                                           | Jun.                                           | Jul.                                           | Ago.                                           | Sep.                                           | Oct.                                           | Nov.                                           | Dic.                                           | Anual                                          |
| ---------------------------------------------- | ---------------------------------------------- | ---------------------------------------------- | ---------------------------------------------- | ---------------------------------------------- | ---------------------------------------------- | ---------------------------------------------- | ---------------------------------------------- | ---------------------------------------------- | ---------------------------------------------- | ---------------------------------------------- | ---------------------------------------------- | ---------------------------------------------- | ---------------------------------------------- |
| Temp. máx. abs. (°C)                           | 32.0                                           | 33.0                                           | 35.0                                           | 39.0                                           | 38.0                                           | 36.0                                           | 32.0                                           | 32.0                                           | 31.0                                           | 34.0                                           | 35.0                                           | 31.0                                           | 39.0                                           |
| Temp. máx. media (°C)                          | 20.6                                           | 22.0                                           | 23.8                                           | 25.7                                           | 25.8                                           | 23.7                                           | 22.3                                           | 21.8                                           | 20.7                                           | 21.2                                           | 22.6                                           | 20.2                                           | 22.5                                           |
| Temp. media (°C)                               | 12.7                                           | 14.0                                           | 15.6                                           | 17.2                                           | 17.6                                           | 16.4                                           | 15.4                                           | 15.2                                           | 14.9                                           | 14.3                                           | 14.7                                           | 13.0                                           | 15.1                                           |
| Temp. mín. media (°C)                          | 4.9                                            | 6.1                                            | 7.4                                            | 8.6                                            | 9.4                                            | 9.2                                            | 8.5                                            | 8.5                                            | 9.1                                            | 7.5                                            | 6.7                                            | 5.9                                            | 7.7                                            |
| Temp. mín. abs. (°C)                           | -9.0                                           | -12.0                                          | -5.0                                           | 0                                              | 2.0                                            | 1.0                                            | 2.5                                            | 0                                              | -3.0                                           | -3.5                                           | -5.0                                           | -5.0                                           | -12.0                                          |
| Precipitación total (mm)                       | 17.1                                           | 22.7                                           | 16.7                                           | 32.4                                           | 47.3                                           | 139.1                                          | 171.6                                          | 146.9                                          | 183.5                                          | 80.6                                           | 37.3                                           | 24.3                                           | 919.5                                          |
| Días de lluvias (≥ 0.1)                        | 5.6                                            | 6.1                                            | 5.5                                            | 7.9                                            | 7.7                                            | 15.9                                           | 21.2                                           | 16.5                                           | 16.4                                           | 13.3                                           | 7.9                                            | 5.7                                            | 129.6                                          |
| Fuente: Servicio Meteorológico Nacional. 2015  |                                                |                                                |                                                |                                                |                                                |                                                |                                                |                                                |                                                |                                                |                                                |                                                |                                                |

## Demografía
De acuerdo con el Censo de Población y Vivienda 2020 del INEGI; la localidad tiene una población de 3908 habitantes, lo que representa el 8.48 % de la población municipal. De los cuales 1878 son hombres y 2030 son mujeres; con una relación de 92.51 hombres por 100 mujeres.
Las personas que hablan alguna lengua indígena, es de 224 personas, alrededor del 5.73 % de la población de la ciudad. En la localidad se habla la lengua maseual tla'tol; esta variante es conocida como náhuatl del noreste central y otomí de la Sierra, que se conoce con el nombre de hñähñu, ñuju, ñoju o yühu. En la ciudad hay 98 personas que se consideran afromexicanos o afrodescendientes, alrededor de 2.51 % de la población de la ciudad.
De acuerdo con datos del censo INEGI 2020, unas 3507 declaran practicar la religión católica; unas 146 personas declararon profesar una religión protestante o cristiano evangélico; 0 personas declararon otra religión; y unas 255 personas que declararon no tener religión o no estar adscritas en alguna.
| Gráfica de evolución demográfica de Acaxochitlán entre 1900 y 2020                           |
|                                                                                              |
| Población de los censos y conteos del Instituto Nacional de Estadística y Geografía (INEGI). |

## Cultura

### Educación
El 10.44 % de la población de 15 años o más es analfabeta, el 3.77 % de la población de 6 a 14 años que no asiste a la escuela y el  47.78 % de la población de 15 años y más con educación básica incompleta. La localidad cuenta con tres escuelas de nivel inicial, tres de preescolar, tres de primaria, una telesecundaria.

### Arquitectura

#### Reloj Monumental de Acaxochitlán

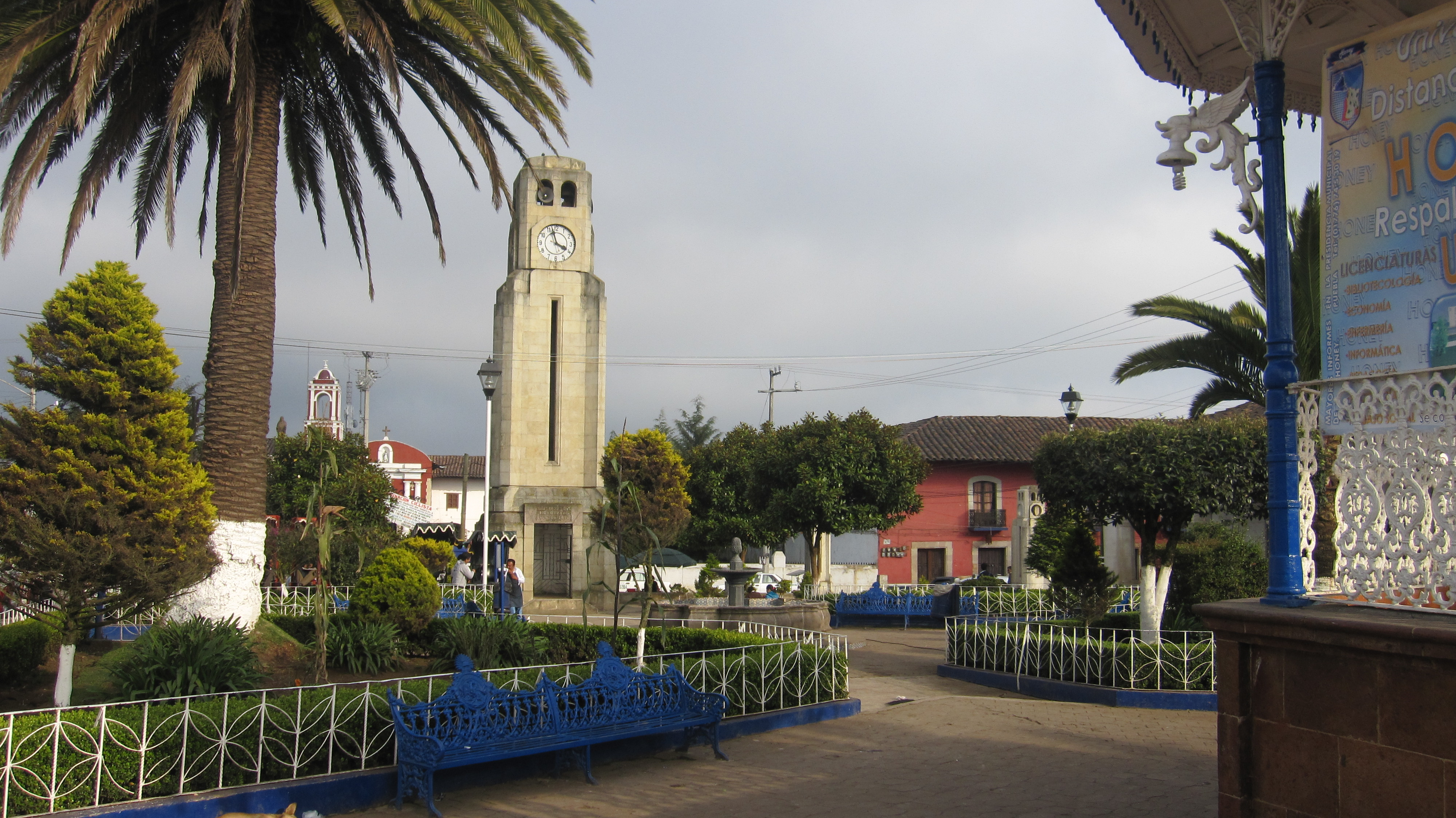
Reloj Monumental de Acaxochitlán.

La maquinaria del reloj se adquirió en 1928, y se hizo con dinero obtenido del pago de impuesto predial de la Compañía de Luz y Fuerza del Centro, y con las aportaciones de la misma comunidad. La fecha probable de su terminación e inauguración, fue el año de 1932. los nombres de los arquitectos quediseñaron y construyeron la torre, son Mauro Sánchez y Luis González Aparicio. La torre, edificada en estilo art deco, la estructura general está constituida por tres cuerpos, el primero de ellos es la base y acceso de la torre, un segundo cuerpo que constituye la parte más alargada, y por último un tercer cuerpo, a manera de remate donde se localiza el reloj y las campanas. La torre tiene una altura aproximada de 16 m a partir de la base.

#### Parroquia de Santa María de la Asunción

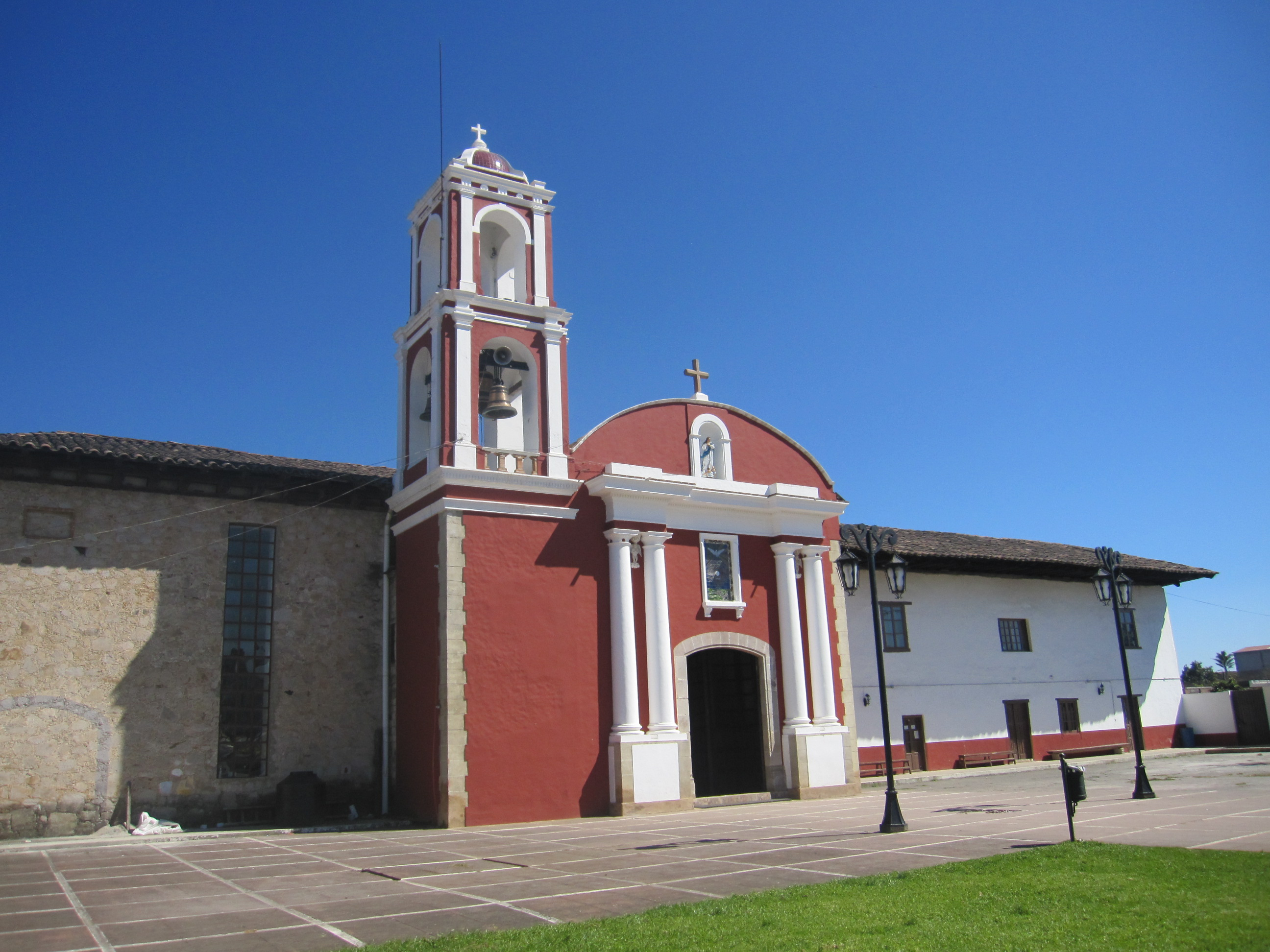
Parroquia de Santa María de la Asunción.

Está compuesta de una sola nave construida de mampostería, con techo de teja de barro recargado sobre un armazón de envigado que descansa directamente sobre los muros; su piso es de duela. El presbiterio se levanta sobre un basamento de cuatro escalones de mármol rosa; su piso es de ladrillo. Tiene seis altares de mampostería modestamente decorados con pintura de aceite. Se tiene acceso a la torre por una escalera que arranca del coro, que también tiene un sotocoro de madera. En el campanario existen dos campanas grandes y una pequeña, en el segundo cuerpo de la torre había un reloj público en desuso.
El conjunto arquitectónico ha sufrido algunas modificaciones considerables, principalmente en el espacio del sagrario y la capilla del “Señor Colateral”, los cuales fueron unidos al derribarse los muros que los separaban, logrando un espacio muy amplio donde ahora es venerado el “Señor Colateral” en un altar adosado al muro norte.
La casa cural sacristía y bautisterio fue descrita como de dos pisos donde se distribuyen cinco piezas en la planta baja con bastante luz y ventilación, todas ellas se encuentran comunicadas entre sí. En la actualidad están ocupadas para diferentes usos, como son: cuadrante, bodega, pajar, etc. Todas estas habitaciones están comunicadas entre sí. La que utiliza el cura como recibidor tiene comunicación directa al coro de la capilla y, por consiguiente, a la torre.

#### Capilla de Nuestra señora de Guadalupe
La capilla fue empezada a construir en 1909 en el mismo lugar que estuvo ubicada la primera iglesia que se construyó en Acaxochitlán. La capilla se levanta sobre la cumbre de una loma de poca altura que afecta la forma de una pirámide truncada; consta de un solo departamento construido de mampostería con techo de bóveda y tres metros de piso de duela.

### Fiestas

#### Carnaval

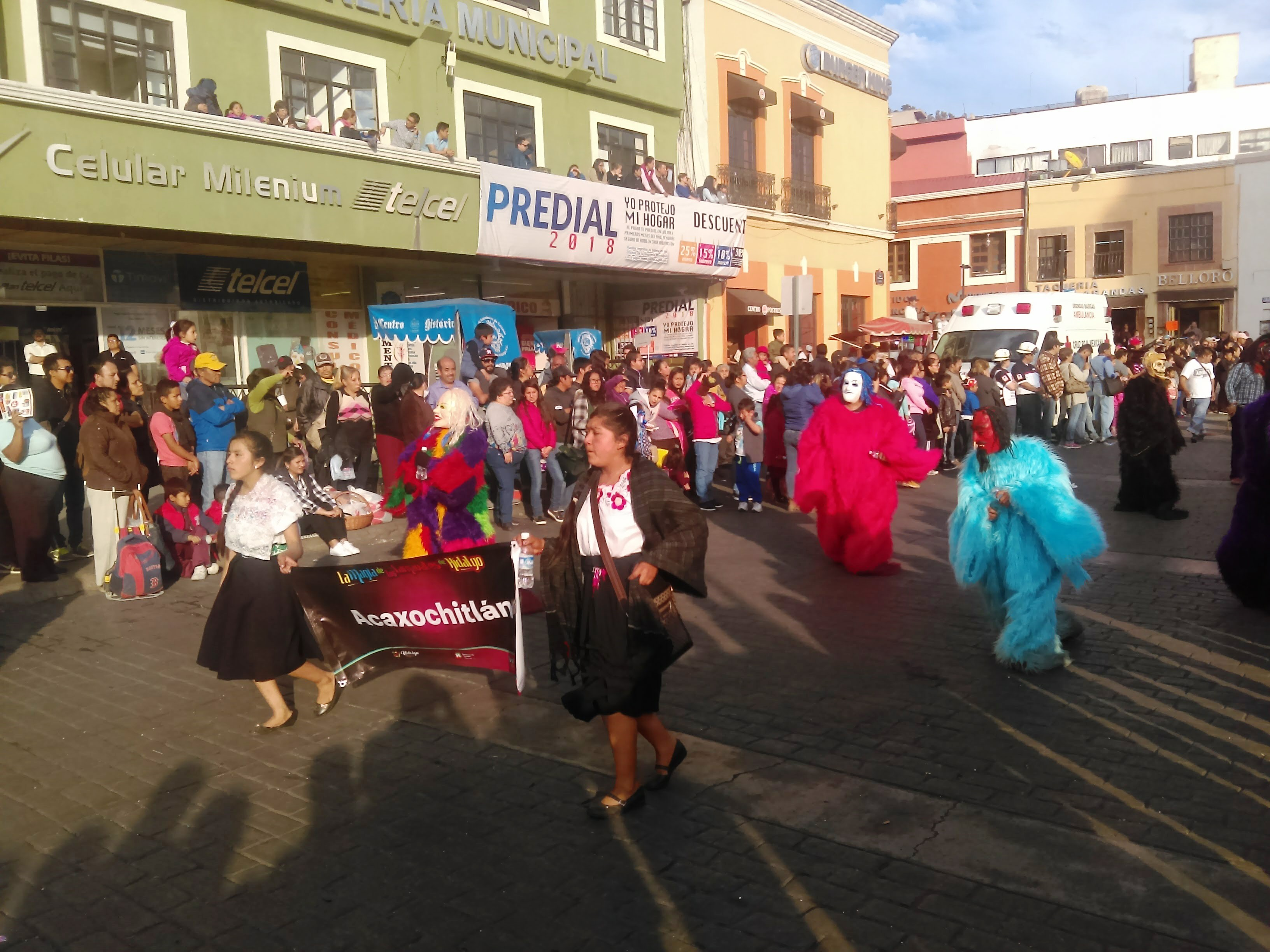
Representación del Carnaval de Acaxochitlán en el desfile "Magia de los Carnavales de Hidalgo" en Pachuca de Soto.

El carnaval se realiza desde 2014, después de veinte años que no se efectuaba. En el desfile las comparsas, son acompañadas por carros alegóricos, estuvieron integradas por huehues, chicoteros, hombres vestidos de mujeres y viceversa, cavernícolas, entre otros; quienes bailaron al ritmo de banda, violín y guitarra.

#### Fiesta del Señor del Colateral

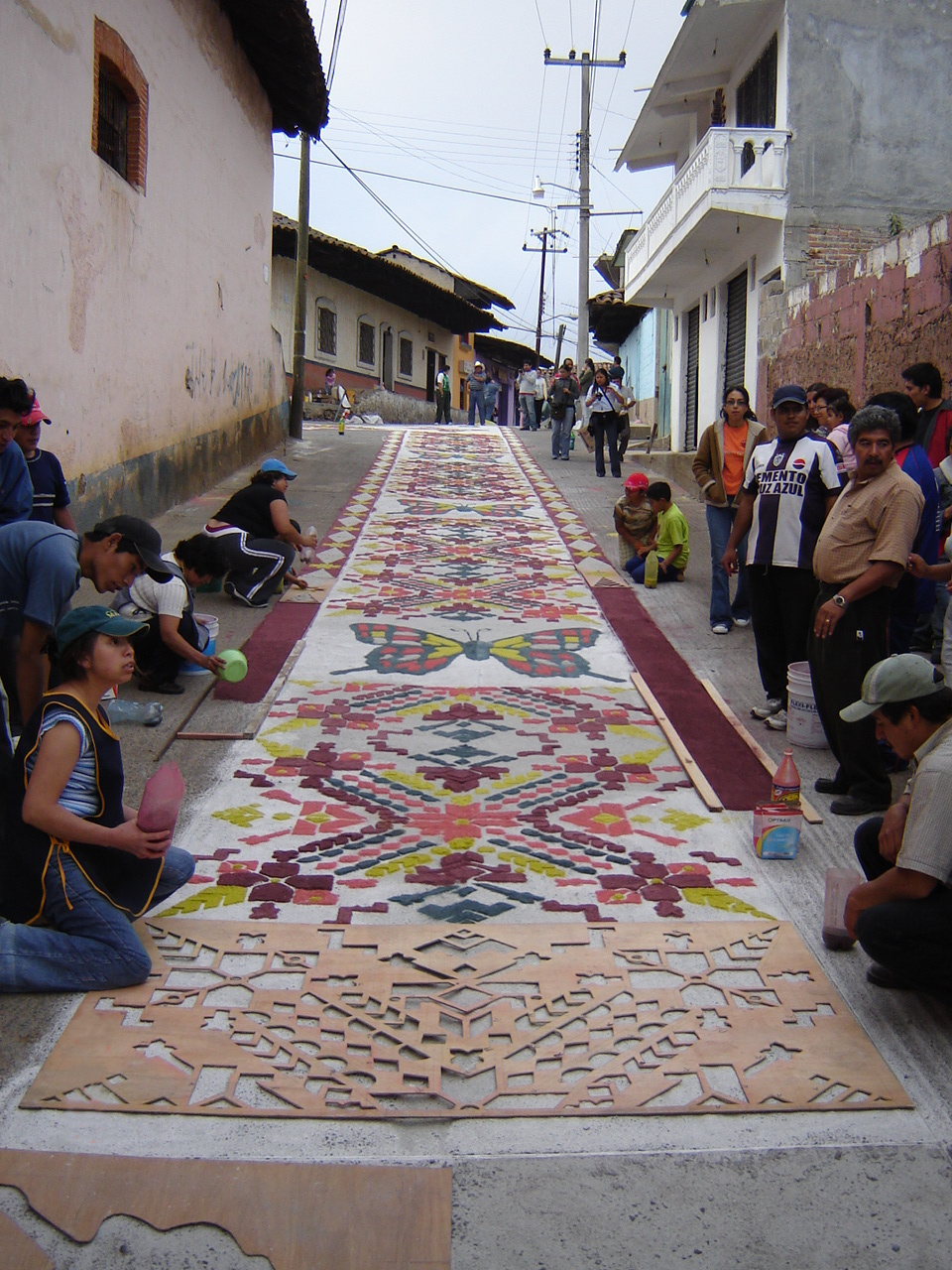
Alfombra de aserrín realizada para la procesión del Señor del Colateral, la cual se realiza el 11 de mayo de cada año.

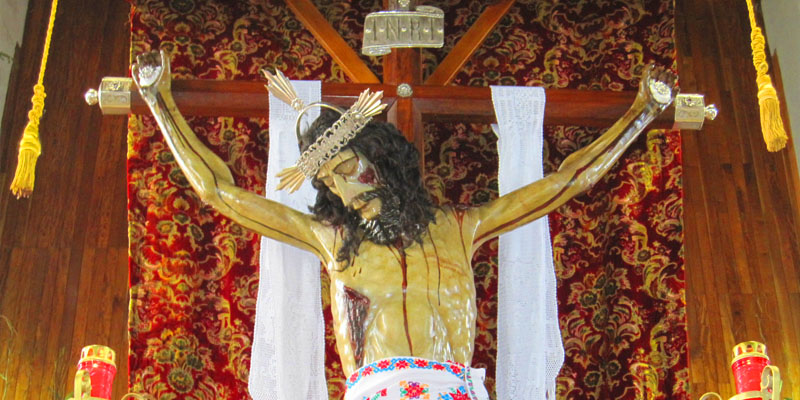
Escultura del Señor del Colateral.

En mayo se celebra la fiesta del Señor del Colateral. Es considerada la imagen religiosa más milagrosa de la región. Con una altura de 1.93 metros y 1.67 metros de ancho e instalado en la iglesia de la Asunción de María de Acaxochitlán, recibe miles de visitas al mes, solicitando un milagro.
Empieza el 3 de mayo, día de la Santa Cruz, realizándose una novena, donde se realizan bailes, actividades culturales y religiosas como procesiones por los ocho barrios, donde se celebra la Misa en la noche. Se dan mañanitas al Cristo del municipio. El día 11, fin de la novena, se realiza la procesión por las calles del pueblo adornadas con alfombras de aserrín, arena y flores.
La procesión empieza aproximadamente a las 7:00 p. m., y termina alrededor de las 10:00 p. m., hora que se iniciar un espectáculo de fuegos de artificiales. Durante la procesión, los asistentes van ofrendando collares realizados de exquisitas y diversas formas y estilos. Delicadamente se los colocan a imagen, o en alguna parte de la cruz que lo sostiene.
No existe evidencia documental sobre el origen de la festividad, aunque por tradición oral se sabe que comenzó a realizarse en 1930, cuando al parecer la imagen “sudó” durante una celebración religiosa; ello fue considerado como una señal divina, ya que hasta entonces la escultura estaba relegada en una capilla colateral. Una primera evidencia de la festividad es un cartel de 1933, a partir de 1970, la celebración incluye a los ocho barrios de la localidad.

#### Fiesta de la Asunción

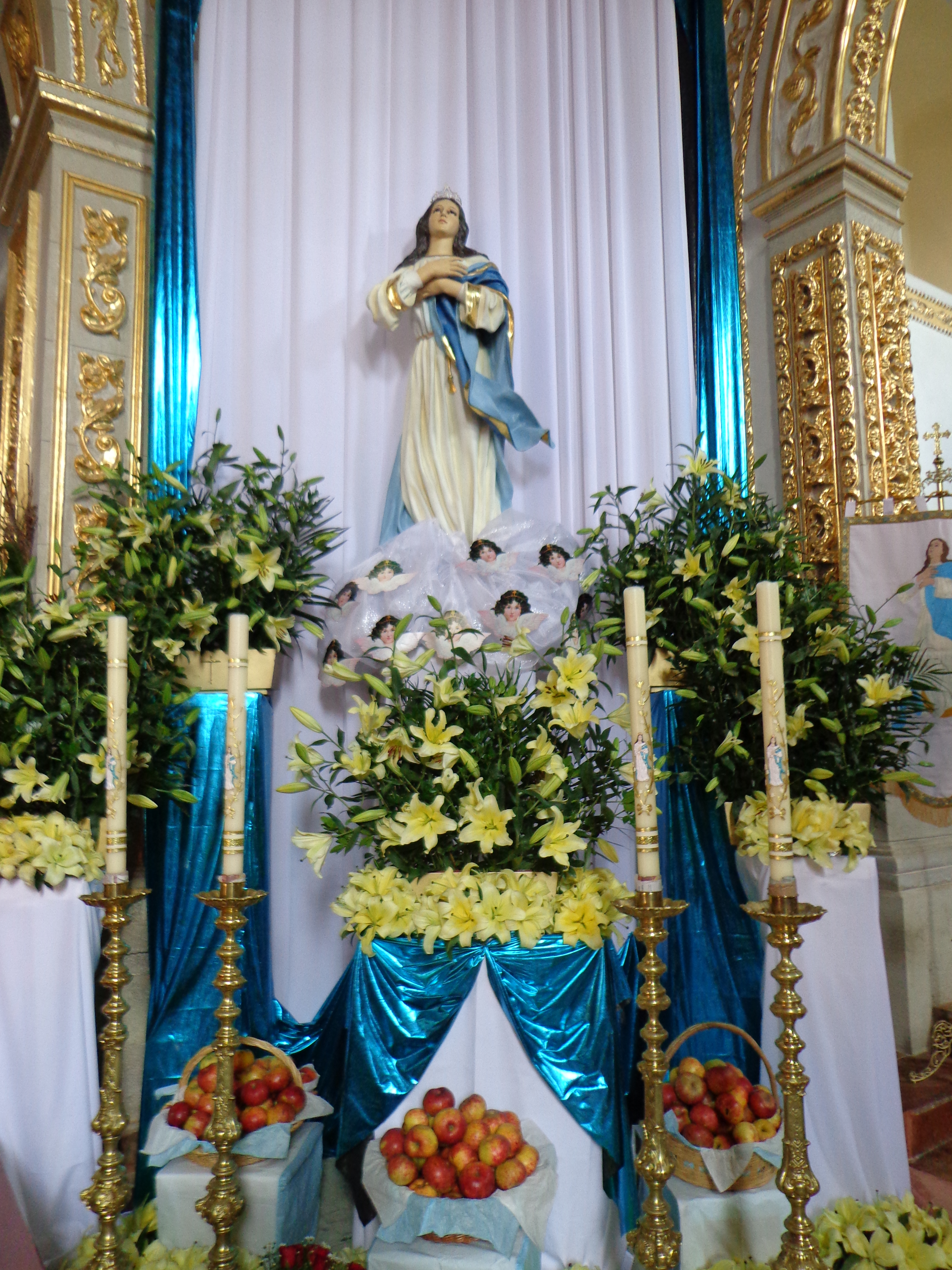
Escultura de la Asunción de María.

En agosto también se celebra la fiesta patronal en honor a la Asunción de María. La celebración de la festividad de El Tránsito inicia el día 13 de agosto, con una imagen de la Inmaculada Concepción recostada en una mesa a manera de cama cubierta con un lienzo blanco, flanqueada por cuatro ramos de mili. Sobre la mesa, manzanas, muchas manzanas, flores blancas y algunas de colores, y en el suelo, canastas de manzanas.
El Tránsito la levantan el 14 de agosto en la tarde y en este mismo momento queda como principal representación la del altar, que es la representación de La Asunción. El 15 de agosto, día de la Asunción, se realiza una misa y una procesión por las calles principales del poblado. Donde se escenifican los cinco misterios del rosario en los cuales participan los grupos y comunidades. Se reza el santo rosario, se entonan cantos alegres en honor a la Virgen, se escucha música de banda y de mariachi y la gente acompaña con porras a su Santa Patrona. Al terminar la procesión se hace una quema de castillo pirotécnico y fuegos artificiales.

#### Feria de la Manzana y la Flor
La Feria de la Manzana y la Flor también denominada Feria de la Fruta, se realiza en agosto con juegos mecánicos, palenques, corridas de toros, juegos pirotécnicos, eventos culturales y deportivos. La exposición de frutas regionales presenta diversas variedades de manzana y varios productos derivados del procesamiento de las frutas como conservas, vinos, mermeladas y sidra. Coincide con la celebración de la fiesta patronal en honor de la Asunción de María.
De todas las frutas de la región, la más popular es la manzana, aparte de producir licores, también se elaboran otros productos como el aguardiente destilado, refresco, vinagre y ate. Además se puede disfrutar de variedad gastronómica, juegos mecánicos, palenques, corridas de toros, juegos pirotécnicos, eventos culturales, artísticos y deportivos, entre otros.

#### Día de muertos

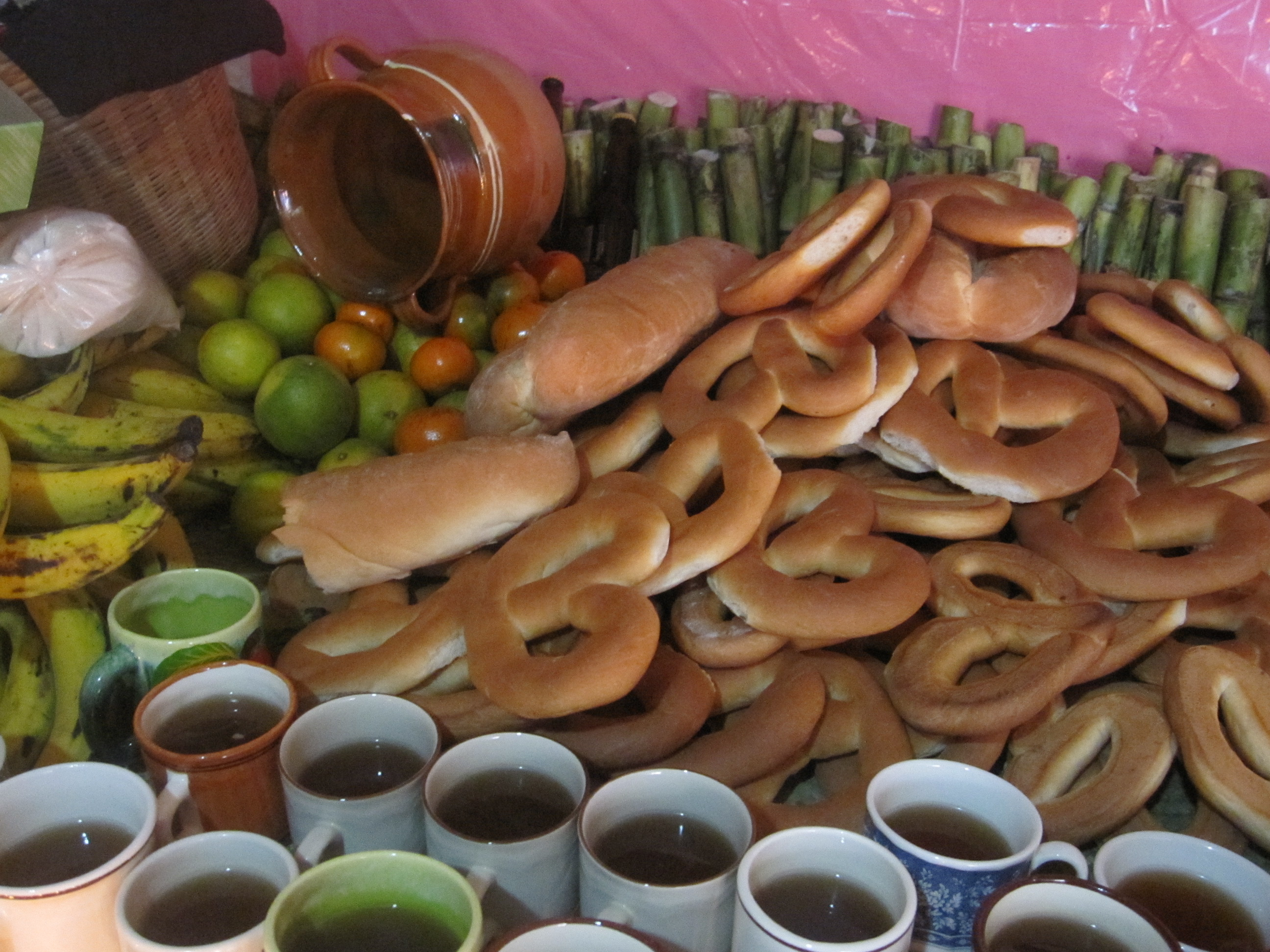
Pan cruzado en ofrenda de muertos.

Aproximadamente un mes antes del inicio de la celebración la gente se prepara para el ritual. Se suele ir al tianguis que se coloca para comprar
lo necesario para los rituales de la fiesta. Las panaderías inician la producción del pan de muerto o “cruzado”, y se almacena de un modo especial para su venta durante los días principales. En las casas, entre el 28 y el 30 de octubre se inicia la colocación del altar de muertos, durante los días principales, los habitantes suelen dejar abiertas las puertas de las casas más o menos entre las cinco de la tarde y ocho de la noche. También se realiza exhibición de altares, así como eventos culturales.

### Gastronomía

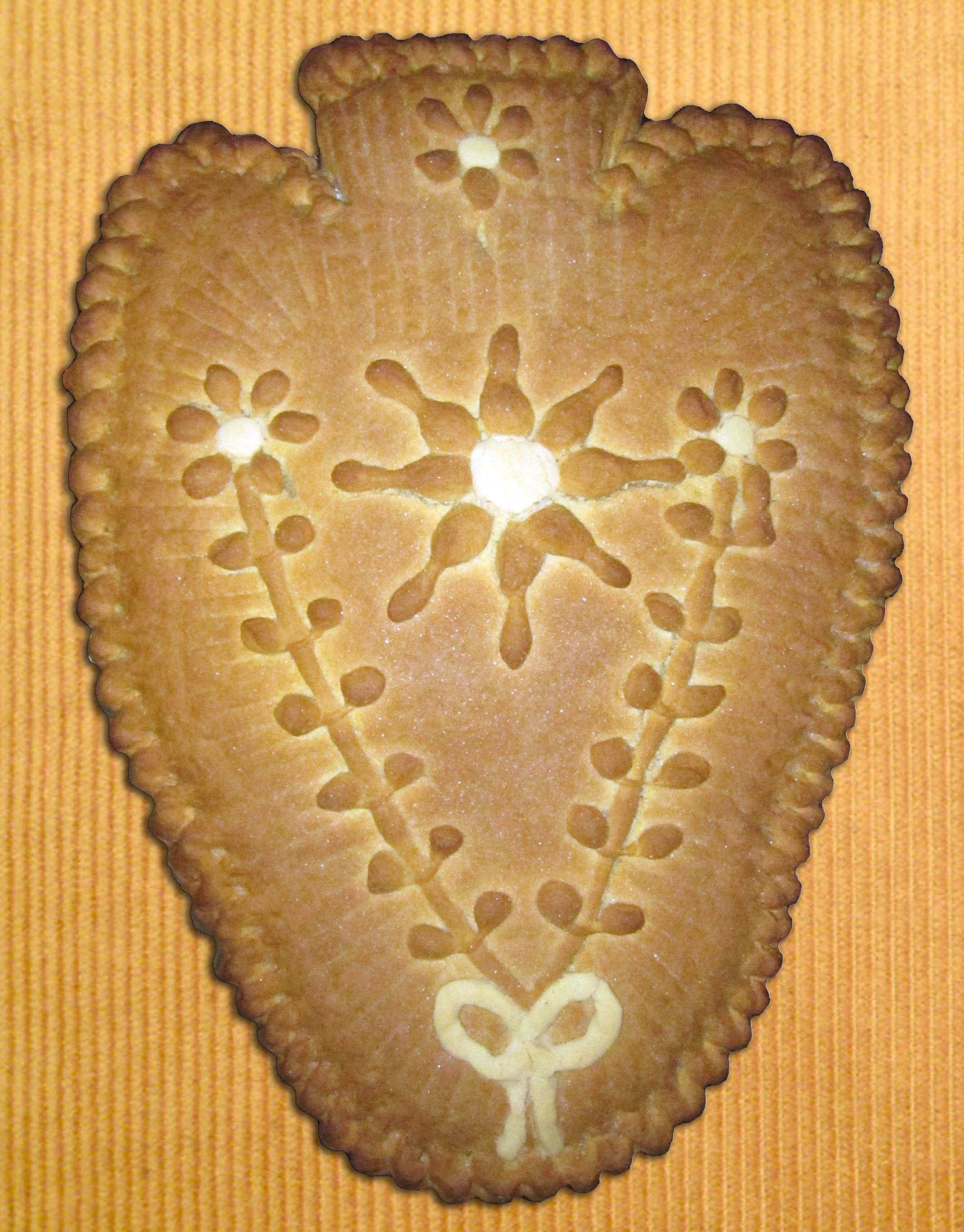
Pan cuelga.

Los alimentos típicos son: la cecina, el zacahuil, el  pollo ranchero, las enchiladas, y el chocolate molido en metate. Destaca el pan tradicional de Acaxochitlán, algunos de estos son la cuelga, frecuentemente utilizada como obsequio de cumpleaños. el pan cruzado, abocado a las festividades del Día de Muertos; el pan cruzado también se utiliza en las ofrendas de limpia, que se depositan en los ríos, montañas, cruces de caminos y espacios sagrados, y en pedidas de matrimonio y en ofrendas para imágenes sagradas.
Otro pan típico muy utilizado es el muñeco de pan,  que se ofrece en las ceremonias y festividades matrimoniales y que es una pieza de pan con forma de hombre, este pan está elaborado con masa de hueso blanca, pasta blanca y masa de hueso negra que se pinta con tizne de chimenea. Simboliza la fertilidad y puede obsequiarse como presente durante las bodas tradicionales. También se encuentra el pan cuate que más que comerse afianza una relación de amistad y compadrazgo al obsequiarse.

### Música y danza

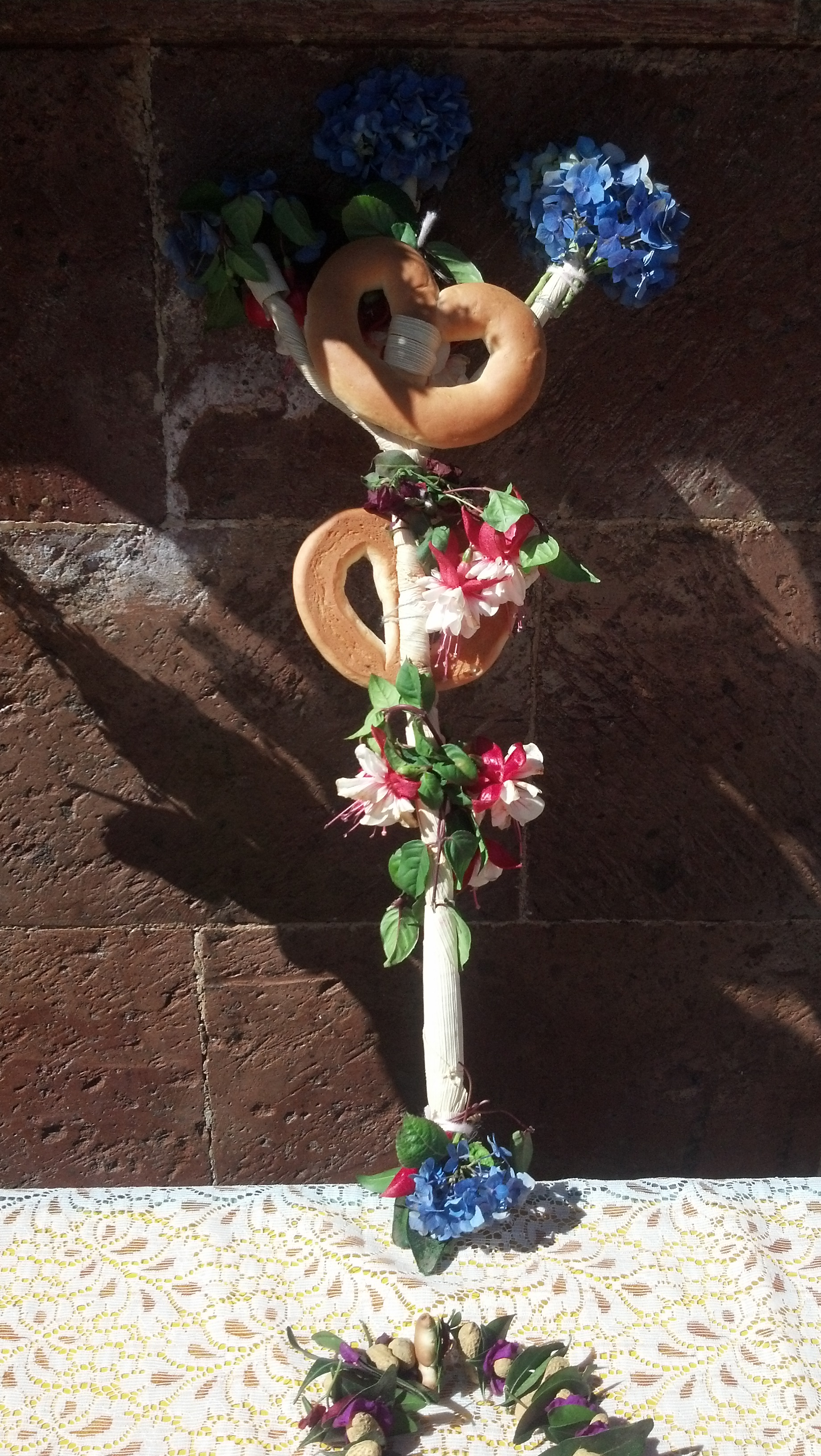
Xochimapal.

Es tradición la celebración de fiestas populares en las cuales no puede faltar la música en sus distintas modalidades, destacando entre ellas las bandas de viento. En otras ceremonias rituales para el pedimento de la lluvia se elaboran xochimapales, que consiste en una vara de rama con tres ramificaciones, en uno de sus extremos se decora con totomoxtles: con flores de hortensias, gladiolas silvestres, siemprevivas, cempasúchitl, follaje silvestre, helechos albajaque, en otro extremo panes: cruzados, cocoles, bolillos, tortas corazones y en medio frutas: plátanos machos. Representa la unión de lo divino con lo humano y se utiliza en las fiestas de Acaxochitlán, como bautizos, quince años, bodas y celebraciones religiosas. También se baila la danza de los arcos.

## Infraestructura

### Vivienda
Tiene 943 viviendas particulares habitadas. El 6.47 % de viviendas tiene piso de tierra, el 1.17	% de viviendas no disponen de excusado o sanitario, el 2.86 % de viviendas no disponen de agua entubada, el 1.27 % de viviendas no disponen de drenaje, el 2.12 % de viviendas no disponen de energía eléctrica.

## Economía

Mujer nahua vendiendo artesanía en el tianguis.

En 2010 presenta un IDH de 0.570 Bajo, por lo que ocupa el lugar 77° a nivel estatal.
La población vive del campo, dedicándose a la cosecha de maíz, frijol y cebada; así como también al cultivo de frutas como la ciruela, durazno y manzana. En cuanto a comercio se destaca la venta de artesanía como: artículos de lana y algodón. Se producen además, otras artesanías de cuero, como cinturones, huaraches, correas, forros y fuetes. En la localidad es posible también adquirir blusas, vestidos, camisas y cintas bellamente bordadas y pepenadas.